# Brennabor Typ S
Der Brennabor Typ S ist ein Pkw der unteren Mittelklasse, den die Brennabor-Werke 1922 zusätzlich zum größeren Typ P herausbrachten.
Das Fahrzeug hatte einen 4-Zylinder-SV-Reihenmotor mit 1,57 Litern Hubraum vorne eingebaut. Er entwickelte 20 PS bei 2200/min. Über eine Einscheibentrockenkupplung und ein 3-Gang-Getriebe mit Schalthebel in der Wagenmitte trieb er die Hinterräder an. Die Wagen mit U-Profil-Pressstahl-Kastenrahmen hatten Starrachsen mit halbelliptischen Längsblattfedern (an der Hinterachse als Auslegerfedern) und waren ausschließlich als offene Viersitzer verfügbar. Fuß- und Handbremse, beide mechanisch, wirkten auf die Hinterräder. Bis 1925 entstanden ca. 3000 Exemplare.
1925 erschien das Nachfolgemodell Brennabor Typ R. Sein Motor war bei gleichem Hubraum etwas leistungsstärker (25 PS bei 2800/min). Der Wagen war insgesamt etwas länger und breiter. Außerdem gab es neben dem offenen Viersitzer einen 3-türigen Phaeton (Modell R4), einen 2-türigen Roadster, eine 2-türige Limousine (Modell R8) und ein Droschken-Landaulet. Der Typ R wurde bis 1928 ungefähr 20.000 mal gebaut.
1928 löste der Brennabor Typ Z dieses Modell ab. Der etwas kleinere Wagen hatte den gleichen Motor wie sein Vorgänger. Die Hinterachse war nun mit Underslung-Halbfedern versehen, und die Fußbremse wirkte nun auf alle 4 Räder. Der Wagen erschien als 2- oder 4-türige Limousine, 4-türige Cabrio-Limousine oder 2-türiges Vollcabriolet. Vom Typ Z entstanden bis 1929 etwa 10.000 Fahrzeuge.
Ein Jahr später, 1929, wurde als Nachfolger der Brennabor Ideal Typ N angeboten. Sein auf 1,64 Liter Hubraum vergrößerter Motor leistete 30 PS bei 3200/min.
Ab 1931 wurde dieser Wagen zum Brennabor Ideal Extra Typ N. Der Motor blieb diesmal der gleiche, aber die Karosserie wurde etwas länger und breiter. Zusätzlich zu den Aufbauten des Vorgängers gab es einen 6-sitzigen Tourenwagen, der allerdings Karosserie und Fahrgestell des größeren Modells Juwel 6 besaß.
Von den Typen Ideal und Ideal Extra entstanden bis 1933 ca. 10.000 Exemplare.

## Technische Daten
| Typ                   | S (6/20 PS)                   | R (6/25 PS)                                          | Z (6/25 PS)                   | Ideal N (7/30 PS)             | Ideal N Extra (7/30 PS)       |
| --------------------- | ----------------------------- | ---------------------------------------------------- | ----------------------------- | ----------------------------- | ----------------------------- |
| Bauzeitraum           | 1922–1925                     | 1925–1928                                            | 1928–1929                     | 1929–1930                     | 1930–1933                     |
| Aufbauten             | T4                            | T4, R2, L2, Ld4                                      | L2, L4, Cb2                   | L2, L4, Cb2                   | T6, L2, L4, Cb2               |
| Motor                 | 4 Zylinder-Reihenmotor 4-Takt | 4 Zylinder-Reihenmotor 4-Takt                        | 4 Zylinder-Reihenmotor 4-Takt | 4 Zylinder-Reihenmotor 4-Takt | 4 Zylinder-Reihenmotor 4-Takt |
| Ventile               | stehend (SV)                  | stehend (SV)                                         | stehend (SV)                  | stehend (SV)                  | stehend (SV)                  |
| Bohrung × Hub         | 70 mm × 102 mm                | 70 mm × 102 mm                                       | 70 mm × 102 mm                | 74 mm × 96 mm                 | 74 mm × 96 mm                 |
| Hubraum               | 1569 cm³                      | 1569 cm³                                             | 1569 cm³                      | 1640 cm³                      | 1640 cm³                      |
| Leistung (PS)         | 20                            | 25                                                   | 25                            | 30                            | 30                            |
| Leistung (kW)         | 14,7                          | 18,4                                                 | 18,4                          | 22                            | 22                            |
| bei Drehzahl (1/min)  | 2200                          | 2800                                                 | 3000                          | 3200                          | 3200                          |
| Drehmoment (Nm)       |                               |                                                      | 83,4                          |                               |                               |
| bei Drehzahl (1/min)  |                               |                                                      | 800                           |                               |                               |
| Verdichtung           |                               | 5,25 : 1                                             | 5,25 : 1                      | 5,25 : 1                      | 5,25 : 1                      |
| Verbrauch             | 10,5 l / 100 km               | 10,5 l / 100 km                                      | 10,5 l / 100 km               | 10,5 l / 100 km               | 10,5 l / 100 km               |
| Getriebe              | 3 Gang mit Mittelschaltung    | 3 Gang mit Mittelschaltung                           | 3 Gang mit Mittelschaltung    | 3 Gang mit Mittelschaltung    | 3 Gang mit Mittelschaltung    |
| Höchstgeschwindigkeit | 70 km/h                       | 70 km/h                                              | 70 km/h                       | 75 km/h                       | 75 km/h                       |
| Leergewicht           | 950 kg                        | 1050–1170 kg                                         | 1150 kg                       | 1200 kg                       | 1250 kg                       |
| Zul. Gesamtgewicht    |                               | 1500–1620 kg                                         | 1500 kg                       | 1550 kg                       | 1600 kg                       |
| Elektrik              | 6 Volt                        | 6 Volt                                               | 6 Volt                        | 6 Volt                        | 6 Volt                        |
| Länge                 | 3900 mm                       | 4120 mm                                              | 3850 mm                       | 3850 mm                       | 3960 (–4050) mm               |
| Breite                | 1470 mm                       | 1560 mm                                              | 1570 mm                       | 1570 mm                       | 1630 mm                       |
| Höhe                  | 1900 mm                       | 1840 mm                                              | 1750 mm                       | 1750 mm                       | 1750 mm                       |
| Radstand              | 2610 mm                       | 2710 mm                                              | 2600 mm                       | 2600 mm                       | 2650 (–2850) mm               |
| Spur vorne / hinten   | 1280 mm / 1280 mm             | 1280 mm / 1280 mm                                    | 1280 mm / 1280 mm             | 1280 mm / 1280 mm             | 1340 mm / 1340 mm             |
| Wendekreis            |                               |                                                      |                               |                               |                               |
| Reifen                |                               | 730 × 130 HD oder 28" x 4,95" HD oder 27" x 4,40" ND | 27" x 4,75" ND                | 4,75-18"                      | 4,75-18"                      |

- T4 = 4-sitziger Tourenwagen
- T6 = 6-sitziger Tourenwagen
- R2 = 2-türiger Roadster
- L2 = 2-türige Limousine oder Cabrio-Limousine
- L4 = 4-türige Limousine oder Cabrio-Limousine
- Ld4 = 4-türiges Landaulet
- Cb2 = 2-türiges Cabriolet